# Гарафа
 Тази статия е за съда.  За катарския футболен отбор вижте Гарафа (отбор).  
Гарафа (от арабски غراف, ġarrāfa, гребя, черпя) е съд за вода (или друга течност) с дълго тясно гърло и широко кръгло тяло. Изработва се от кристал или прозрачно стъкло и има вместимост от 1 до 2 литра. Понякога е инкрустирана със злато или сребро. Служи за сервиране най-често на вино или вода.
В древността виното от амфорите се налива в гарафи, които са по-лесни за манипулиране от слугите, които обслужват масата за хранене. Някои гарафи имат стъклена запушалка отгоре за предпазване на течността. Понякога гарафите служат за сервиране и на мляко или чай.